# Brasserie Caulier
 (août 2024).
 (août 2024).
Si vous disposez d'ouvrages ou d'articles de référence ou si vous connaissez des sites web de qualité traitant du thème abordé ici, merci de compléter l'article en donnant les références utiles à sa vérifiabilité et en les liant à la section « Notes et références ».
 (août 2025).
La Brasserie Caulier est une brasserie familiale située à Péruwelz, en Belgique dans la province de Hainaut. On y brasse, entre autres, la bière Bon Secours.

## Histoire

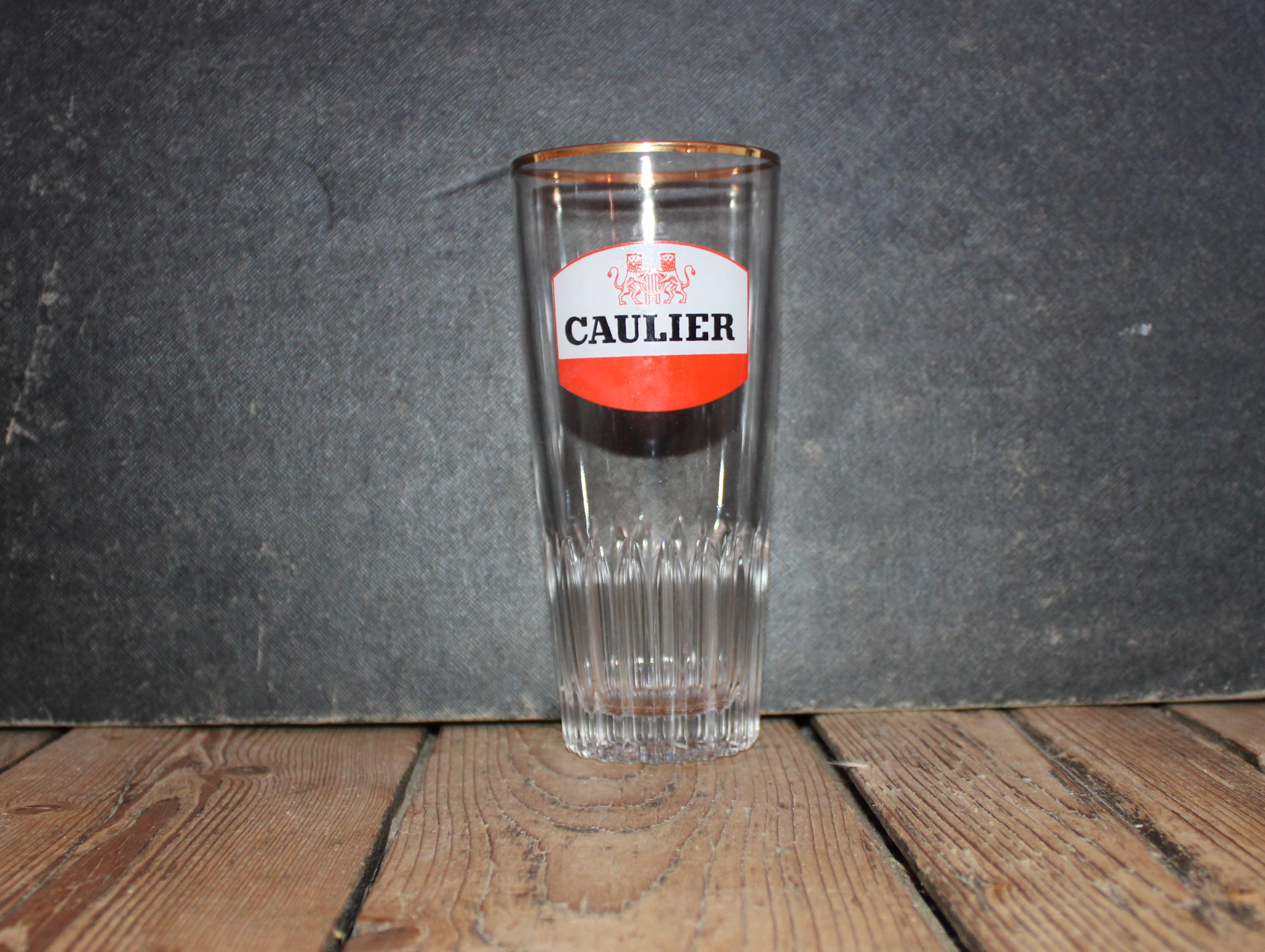
Verre à bière Caulier.

Charles Caulier, un ancien mineur, crée en 1933 une entreprise de distribution de bières.
En 1980, son petit-fils Roger emménage dans les anciens locaux de la tannerie Kensier à Péruwelz. En 1995, il commence à brasser ses propres bières avec du matériel récupéré dans d'autres brasseries comme celle de Haacht ou la brasserie De Nève à Schepdaal. Il connaît rapidement le succès grâce à la production de la bière Bon Secours qu'il commercialise en bouteilles de style rétro avec bouchon mécanique. Trois enfants de Roger Caulier — Laurent, Bertrand et Vincent — sont devenus ses associés.[réf. nécessaire]

## Des bières de caractère, naturelles et vivantes
La famille a lancé en 2012 et en 2017 deux nouvelles bières, en plus de la traditionnelle Bon Secours : respectivement la Paix Dieu et la Stuut. Trois bières brassées de manière artisanale selon une méthode unique dans la même salle de brassage qu’à l’origine, préservant les précieux breuvages de filtration, de pasteurisation et de saturation au gaz carbonique. Grâce à une fermentation directe en bouteille, les bières de la brasserie Caulier sont dites « vivantes » puisqu’elles vont continuer à évoluer au fil du temps. Les bières sont alors stockées en chambre chaude pour maintenir un niveau de qualité toujours optimal. Quant à leur composition, les bières de la brasserie Caulier se veulent naturelles grâce à des ingrédients sélectionnés auprès de fournisseurs locaux.

### Bon Secours
Première bière élaborée par Roger et Linda, la Bon Secours est la bière emblématique de la brasserie Caulier. Bière naturelle et vivante et à la robe dorée, la Bon Secours est à la fois puissante et rafraichissante. Avec six références dans la gamme, la Bon Secours propose une expérience de dégustation axée sur le naturel et l’authenticité. Primée en 2020 et 2021, entre autres, au prestigieux concours Brussels Beer Challenge, Bon Secours est une valeur sûre de la brasserie.
La Bon Secours se décline en sept produits :
- - La Bon Secours Tradition (blonde - 8% alc.) ;
  - La Bon Secours Héritage (ambrée - 8% alc.) ;
  - La Bon Secours Prestige (triple - 9% alc.) ;
  - La Bon Secours Émérite (brune - 8% alc.) ;
  - La Bon Secours Myrtille (fruitée - 6,4% alc.) ;
  - La Bon Secours 4 Houblons (IPA - 5,9% alc.) ;
  - La Bon Secours de Noël (blonde - 10% alc.) ;

### Paix Dieu
Véritable succès de la brasserie, la bière d’abbaye Paix Dieu cache elle aussi une histoire fascinante; Autrefois brassée à l’Abbaye-de-Paix-Dieu par des Sœurs cisterciennes, la Paix Dieu était brassée en respectant le calendrier lunaire. Aujourd’hui, la Paix Dieu est une triple onctueuse et originale jusqu’à son verre biseauté, façonné selon une méthode artisanale et dont la forme fait référence à la lune.

### Stuut
Pour mettre à l’honneur la créativité de leurs Maîtres Brasseurs (Elisabeth et Guillaume), la Brasserie Caulier lance une nouvelle bière éphémère issus de brassins éphémères eux aussi, sous le nom de Stuut. Elle souhaite, de cette manière, toucher une clientèle différente, à la recherche d’associations originales et de bières innovantes. En 2022, la Stuut se réinvente sous le slogan «le savoir-faire au service de l’innovation », avec  un nouveau packaging, une nouvelle identité plus moderne et de nouvelles saveurs, comme mirabelle et hibiscus pour la Stuut Mirabiscus. Une gamme qui permet de jouer littéralement avec les traditions ! Les bières Stuut sont disponibles en cannettes.

## Anecdote
Une bouteille de 12 litres de Vieille Bon Secours, stockée pendant 10 ans par un restaurant londonien, est considérée comme la bière la plus chère du monde avec un prix de vente de 700£ (plus de 832€).

## Des engagements pour l'avenir
La brasserie Caulier souhaite agir sur son empreinte carbone, notamment au niveau du packaging. La Stuut est commercialisée en cannette en aluminium recyclable à l’infini et les Bon Secours et Paix Dieu en bouteilles consignées.
Par ailleurs, la brasserie soutient Péruwelz dans son développement[Comment ?] tout en continuant de cultiver son ancrage local.